# Lidingö
Lidingö este un oraș în Suedia.

## Demografie
| \| Evoluția demografică a zonei urbane Lidingö, 1970–2015 \| Evoluția demografică a zonei urbane Lidingö, 1970–2015 \| Evoluția demografică a zonei urbane Lidingö, 1970–2015 \| Evoluția demografică a zonei urbane Lidingö, 1970–2015 \| Evoluția demografică a zonei urbane Lidingö, 1970–2015 \| \| --------------------------------------------------------------------------------------- \| ------------------------------------------------------ \| ------------------------------------------------------ \| ------------------------------------------------------ \| ------------------------------------------------------ \| \| An \| \| \| Locuitori \| \| \| 1970 \| 1970 \| \| 29.799 \| 29.799 \| \| 1975 \| 1975 \| \| 30.098 \| 30.098 \| \| 1980 \| 1980 \| \| 30.419 \| 30.419 \| \| 1990 \| 1990 \| \| 30.115 \| 30.115 \| \| 1995 \| 1995 \| \| 29.486 \| 29.486 \| \| 2000 \| 2000 \| \| 30.107 \| 30.107 \| \| 2005 \| 2005 \| \| 30.357 \| 30.357 \| \| 2010 \| 2010 \| \| 31.561 \| 31.561 \| \| 2015 \| 2015 \| \| 42.466 \| 42.466 \| \| Sursa: SCB - Statistika Centralbyrån, Folkmängden per tätort. Vart femte år 1960 - 2016 \| \| \| \| \| |      |  |           |        |
| Evoluția demografică a zonei urbane Lidingö, 1970–2015 |      |  |           |        |
| An |      |  | Locuitori |        |
| 1970 | 1970 |  | 29.799    | 29.799 |
| 1975 | 1975 |  | 30.098    | 30.098 |
| 1980 | 1980 |  | 30.419    | 30.419 |
| 1990 | 1990 |  | 30.115    | 30.115 |
| 1995 | 1995 |  | 29.486    | 29.486 |
| 2000 | 2000 |  | 30.107    | 30.107 |
| 2005 | 2005 |  | 30.357    | 30.357 |
| 2010 | 2010 |  | 31.561    | 31.561 |
| 2015 | 2015 |  | 42.466    | 42.466 |
| Sursa: SCB - Statistika Centralbyrån, Folkmängden per tätort. Vart femte år 1960 - 2016 |      |  |           |        |

## Personalități marcante
- Lena Endre actriță suedeză